# Post Oak Bend City
Post Oak Bend City è un centro abitato degli Stati Uniti d'America situato nella contea di Kaufman dello Stato del Texas.
La popolazione era di 595 persone al censimento del 2010.

## Geografia fisica
Post Oak Bend City è situata a 32°37′56″N 96°18′49″W (32.632202, -96.313518).
Secondo lo United States Census Bureau, ha un'area totale di 2,0 miglia quadrate (5,2 km²).

## Società

### Evoluzione demografica
Secondo il censimento del 2000, c'erano 404 persone, 138 nuclei familiari e 116 famiglie residenti nella città. La densità di popolazione era di 196,6 persone per miglio quadrato (76,1/km²). C'erano 145 unità abitative a una densità media di 70,6 per miglio quadrato (27,3/km²). La composizione etnica della città era formata dall'89,11% di bianchi, lo 0,99% di afroamericani, lo 0,25% di nativi americani, il 2,97% di asiatici, il 3,22% di altre razze, e il 3,47% di due o più etnie. Ispanici o latinos di qualunque razza erano il 9,90% della popolazione.
C'erano 138 nuclei familiari di cui il 39,1% aveva figli di età inferiore ai 18 anni, il 74,6% aveva coppie sposate conviventi, il 5,8% aveva un capofamiglia femmina senza marito, e il 15,9% erano non-famiglie. Il 13,0% di tutti i nuclei familiari erano individuali e il 2,9% aveva componenti con un'età di 65 anni o più che vivevano da soli. Il numero di componenti medio di un nucleo familiare era di 2,93 e quello di una famiglia era di 3,20.
La popolazione era composta dal 27,5% di persone sotto i 18 anni, il 6,2% di persone dai 18 ai 24 anni, il 28,7% di persone dai 25 ai 44 anni, il 29,7% di persone dai 45 ai 64 anni, e il 7,9% di persone di 65 anni o più. L'età media era di 38 anni. Per ogni 100 femmine c'erano 92,4 maschi. Per ogni 100 femmine dai 18 anni in giù, c'erano 95,3 maschi.
Il reddito medio di un nucleo familiare era di 56.875 dollari e quello di una famiglia era di 59.583 dollari. I maschi avevano un reddito medio di 46.786 dollari contro i 21.250 dollari delle femmine. Il reddito pro capite era di 16.591 dollari. Circa il 6,9% delle famiglie e l'11,1% della popolazione erano sotto la soglia di povertà, incluso il 17,7% di persone sotto i 18 anni e il 15,2% di persone di 65 anni o più.